# Darwinhybridtulpaner
Darwinhybrider är enkla, mellantidiga tulpaner med lång stjälk. Ursprungligen är det resultatet av en korsning mellan Darwintulpaner och Tulipa fosteriana samt korsningar mellan andra tulpansorter och vildarter med samma karakteristik, där den vilda typens egenskaper inte dominerar.
Ett par exempel på Darwinhybridsorter är:
- Apelddorn
- Daydream
- Red Matator
- Ad Rem